# Liberalizm (stosunki międzynarodowe)
Liberalizm – pogląd skupiający się na relacjach państwo – społeczeństwo. Istotne znaczenie zajmuje w nim polityka wewnętrzna, indywidualne prawa jednostek oraz zapewnienie własności prywatnej. Ogranicza użycie siły dla własnego interesu, opowiadając się za stosowaniem standardów etycznych i prawa międzynarodowego publicznego w polityce zagranicznej. Liberalizm zwraca uwagę na sposoby harmonizacji interesów między państwami. Uważa, że celem państwa jest zagwarantowanie praw jednostki jako członka społeczeństwa. Liberalizm uznaje istnienie międzynarodowej anarchii, czyli braku instytucji regulujących stosunki między państwami. Zdaniem liberałów rozwój świata ma charakter liniowy i stopniowy oraz następuje na skutek kulminacji międzynarodowej współpracy. Liberalizm jest postępowy, kładzie nacisk na wzmocnienie edukacji, rozwój społeczeństwa obywatelskiego i rozwój gospodarczy oraz reformy instytucjonalne.

## Nurty liberalizmu
- Liberalizm kompleksowy
- Liberalizm instytucjonalny
- Liberalizm gospodarczy
- Idealizm

## Przedstawiciele
Głównymi przedstawicielami liberalizmu w teorii stosunków międzynarodowych są:
- Immanuel Kant
- John Locke
- Adam Smith
- Woodrow Wilson